# Kapteyn (cràter)

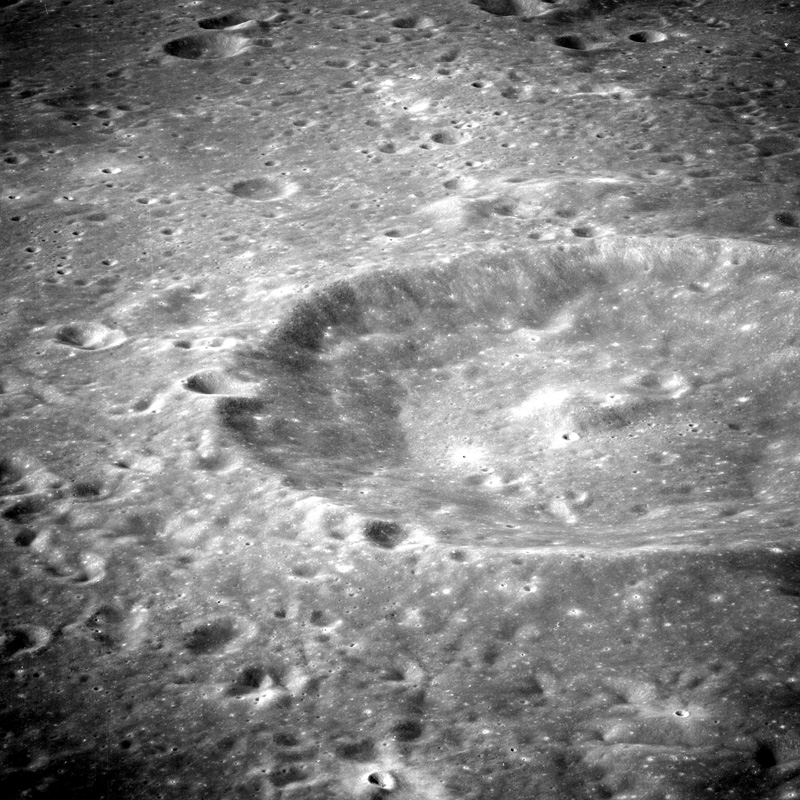
Fotografia de la missió Apollo 8

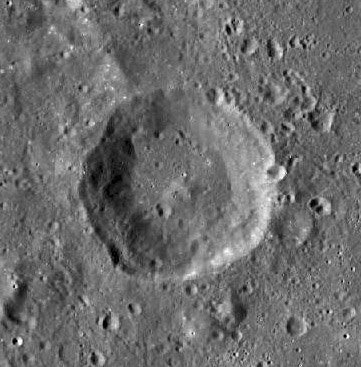
Fotografia de la missió Lunar Reconnaissance Orbiter

Kapetyn és un cràter d'impacte lunar situat prop de l'extrem oriental de la Lluna, a l'oest del cràter La Pérouse. A l'oest de Kapetyn es troba el cràter Barkla lleugerament més petit, i més a l'oest-nord-oest apareix el prominent Langrenus. El cràter Von Behring es localitza al nord-est.
|  |

Aquest cràter és de forma circular, encara que sembla ovalat quan es veu des de la Terra a causa de l'escorç. La vora mostra un lleuger desgast, sense cràters ressenyables en la vora o en les parets interiors. Una sèrie de terrasses se situen a la paret interior oriental. En el punt mig de la plataforma s'eleva un pic central.

## Cràters satèl·lit
Per convenció aquests elements són identificats en els mapes lunars posant la lletra en el costat del punt mitjà del cràter que està més proper a Kapteyn.
|         | \| Kapteyn \| Coordenades \| Diàmetre \| \| ------- \| ------------------------------------ \| -------- \| \| A \| 14° 12′ S, 71° 18′ E / 14.2°S,71.3°E \| 31 km \| \| B \| 15° 36′ S, 71° 00′ E / 15.6°S,71.0°E \| 39 km \| \| C \| 13° 18′ S, 70° 12′ E / 13.3°S,70.2°E \| 48 km \| \| D \| 14° 30′ S, 70° 36′ E / 14.5°S,70.6°E \| 12 km \| \| E \| 8° 48′ S, 69° 18′ E / 8.8°S,69.3°E \| 31 km \| \| F \| 14° 30′ S, 70° 18′ E / 14.5°S,70.3°E \| 9 km \| \| K \| 13° 06′ S, 71° 54′ E / 13.1°S,71.9°E \| 8 km \| \| Z \| 11° 12′ S, 72° 30′ E / 11.2°S,72.5°E \| 6 km \| |          |
| Kapteyn | Coordenades | Diàmetre |
| A       | 14° 12′ S, 71° 18′ E / 14.2°S,71.3°E | 31 km    |
| B       | 15° 36′ S, 71° 00′ E / 15.6°S,71.0°E | 39 km    |
| C       | 13° 18′ S, 70° 12′ E / 13.3°S,70.2°E | 48 km    |
| D       | 14° 30′ S, 70° 36′ E / 14.5°S,70.6°E | 12 km    |
| E       | 8° 48′ S, 69° 18′ E / 8.8°S,69.3°E | 31 km    |
| F       | 14° 30′ S, 70° 18′ E / 14.5°S,70.3°E | 9 km     |
| K       | 13° 06′ S, 71° 54′ E / 13.1°S,71.9°E | 8 km     |
| Z       | 11° 12′ S, 72° 30′ E / 11.2°S,72.5°E | 6 km     |